# آقای هند (فیلم ۱۹۸۷)
«آقای هند» (انگلیسی: Mr. India) یا قهرمان هند فیلمی هندی در سبک علمی–تخیلی به کارگردانی شکهار کاپور است که در سال ۱۹۸۷ منتشر شد. از بازیگران آن می‌توان به آنیل کاپور، سری دوی و آمریش پاری اشاره کرد.

## خلاصه داستان
آرون ورما جوانی خوش قلب و تهی دست است که سرپرستی چندین کودک یتیم را به عهده گرفته.پس از یافتن دستبند نامرئی‌کننده پدرش وی سعی می‌کند از قدرتش در جهت مبارزه با اشرار استفاده کند. وی بزودی با موگامبو که قصد حکومت بر هندوستان را دارد روبرو می‌شود و...